# مارو-ووآی (بخش)
مارو-ووآی (به لاتین: Marovoay District) یک بخش‌های ماداگاسکار در ماداگاسکار است که در بوئنی واقع شده‌است. مارو-ووآی ۳٬۸۰۴ کیلومتر مربع مساحت و ۱۸۲٬۷۴۲ نفر جمعیت دارد.